# Толедо (округ)
Толе́до (англ. Toledo District) — один из 6 округов Белиза; расположен в южной части страны. Население по данным на 2010 год — 30 538 человек. Плотность населения — 6,92 чел./км². Административный центр — город Пунта-Горда. Единственный округ Белиза, где коренные народы составляют большинство населения; 61 % жителей являются индейцами майя (13 691 чел. — кекчи, 4507 чел. — мопан, и 24 чел. — майя-юкатеки).

## История
На территории округа имеется несколько развалин древних майяских построек. Археологический памятник Ним-Ли-Пунит относится к классическому периоду; располагаеся в 40 км к северу от Пунта-Горда. Другой археологический памятник, хорошо сохранившийся древний город Лубаантун, расположен в 30 км к северо-западу от административного центра округа.

## География
Граничит с Гватемалой (на западе и юге) и с округами Кайо (на северо-западе) и Станн-Крик (на северо-востоке). На востоке и юго-востоке омывается водами Карибского моря. Площадь составляет 4413 км².

## Экономика
Экономика Толедо сильно зависит от сельского хозяйства. Основные сельскохозяйственные культуры, выращиваемые в округе: бобовые, кукуруза, рис и какао. Местными фермерами выращиваются также: кофе, ямс, батат, перец чили, авокадо, апельсины и др. Имеет место рыболовство. В последнее время быстрыми темпами развивается туристическая отрасль. Основной транспортной магистралью округа является Южное шоссе (Southern Highway), которое соединяет города Дангрига и Пунта-Горда.